# Municipio de Nash
El municipio de Nash (en inglés: Nash Township) es un municipio ubicado en el condado de Nelson en el estado estadounidense de Dakota del Norte. En el año 2010 tenía una población de 53 habitantes y una densidad poblacional de 0,57 personas por km².

## Geografía
El municipio de Nash se encuentra ubicado en las coordenadas 48°3′26″N 97°56′49″O / 48.05722, -97.94694. Según la Oficina del Censo de los Estados Unidos, el municipio tiene una superficie total de 93.36 km², de la cual 92,64 km² corresponden a tierra firme y (0,77 %) 0,72 km² es agua.

## Demografía
Según el censo de 2010, había 53 personas residiendo en el municipio de Nash. La densidad de población era de 0,57 hab./km². De los 53 habitantes, el municipio de Nash estaba compuesto por el 94,34 % blancos, el 1,89 % eran asiáticos y el 3,77 % eran de una mezcla de razas. Del total de la población el 7,55 % eran hispanos o latinos de cualquier raza.